# Liste der Vizegouverneure von Jammu und Kashmir
Die folgende Tabelle listet die Vizegouverneure von Jammu und Kashmir seit Gründung des Unionsterritoriums im Jahre 2019 mit jeweiliger Amtszeit auf.
| # | Name                          | Amtsantritt      | Ende der Amtszeit |
| - | ----------------------------- | ---------------- | ----------------- |
| 1 | Girish Chandra Murmu (* 1959) | 31. Oktober 2019 | 7. August 2020    |
| 2 | Manoj Sinha (* 1959)          | 7. August 2020   | im Amt            |

## Nachweise
1. ↑  Gireesh Chandra Prasad, Shreya Nandi: For GC Murmu, J&K’s first L-G, law and order will be top priority, auf www.livemint.com vom 28. Oktober 2019, abgerufen am 18. November 2019